# Lárusdóttir
Lárusdóttir ist ein isländischer Personenname. 

## Herkunft und Bedeutung
Der Name ist ein Patronym und bedeutet Tochter des Lárus. Die männliche Entsprechung ist Lárusson (Sohn des Lárus).

## Namensträgerinnen
- Dísella Lárusdóttir (* 1977), isländische Sängerin
- Dóra María Lárusdóttir (* 1985), isländische Fußballspielerin
- Ebba Lárusdóttir, isländische Badmintonspielerin
- Elínborg Lárusdóttir (1891–1973), isländische Schriftstellerin
- Guðrún Lárusdóttir (1880–1938), isländische Politikerin und Schriftstellerin
- Inga Lára Lárusdóttir (1883–1949), isländische Herausgeberin und Frauenrechtlerin
- Steinunn Helga Lárusdóttir (* 1949), isländische Bildungsmanagerin